# Athribis (stolica tytularna)
Athribis (łac. Diœcesis Athribitanus) – stolica historycznej diecezji w Cesarstwie Rzymskim (prowincja Augustamnica), współcześnie w Egipcie. Od XIX wieku katolickie biskupstwo tytularne, wakujące od 1968.

## Biskupi tytularni
| Lp. | Biskup                            | Od                | Do               |
| --- | --------------------------------- | ----------------- | ---------------- |
| 1   | Frederick Charles Hopkins SJ      | 17 sierpnia 1899  | 10 kwietnia 1923 |
| 2   | Michael Buchberger                | 13 listopada 1923 | 19 grudnia 1927  |
| 3   | Konstantyn Dominik                | 20 stycznia 1928  | 7 marca 1942     |
| 4   | Sylvester Philip Wang Tao-nan OFM | 9 czerwca 1942    | 11 kwietnia 1946 |
| 5   | Louis-Marie-Joseph Durrieu MAfr   | 11 lipca 1946     | 4 lipca 1958     |
| 6   | Henryk Grzondziel                 | 20 maja 1959      | 24 maja 1968     |
|     | Ignacio Ortuzar Rojas             | 1 lipca 1968      | luty 1969        |